# 626
Évszázadok: 6. század – 7. század – 8. század
Évtizedek: 570-es évek – 580-as évek – 590-es évek – 600-as évek – 610-es évek – 620-as évek – 630-as évek – 640-es évek – 650-es évek – 660-as évek – 670-es évek
Évek: 621 – 622 – 623 – 624 –  625 – 626 – 627 – 628 – 629 – 630 – 631

## Események

### Bizánci Birodalom
- A bizánci–perzsa háborúban II. Huszrau sah döntő támadást tervez: Sarbarazt egy kisebb sereggel egyenesen Konstantinápollyal szomszédos Khalkédónba küldi, míg Sáhén 50 ezer katonájával Mezopotámiát és Örményországot védi a bizánciaktól. Sarbaraz és a perzsákkal szövetséges avarok egyszerre veszik ostrom alá Konstantinápolyt, bár egymást nem tudják segíteni, mert a Boszporuszt a bizánci flotta uralja. Az avarok hatalmas, 80 ezres sereggel vonulnak fel, amelyben nagyszámú szláv és bolgár is képviselteti magát.
- A Trapezuntban telelő Hérakleiosz császár erősítést küld a fővárosba és serege nagyobbik részét fivére, Theodorosz parancsnoksága alatt Sáhén ellen küldi, egy kisebb kontingenssel pedig maga tör be Perzsiába.
- Konstantinápoly ostroma június 29-én indul. A várost 12 ezer katona védi I. Szergiosz pátriárka és Bónosz patrikiosz vezetésével. Bár az avarok katapultokkal folyamatosan lövik a várost és ostromtornyokat is használnak, rohamaikat a bizánciak rendre visszaverik, hatalmas veszteségeket okozva.
- Theodorosz súlyos vereséget mér Sáhén jórészt újoncokból álló seregére, majd hajóra szállva Konstantinápolyba indul. Ennek hírére az avarok – miután augusztus 7-én a perzsák hajóit a Boszporuszon elpusztították és utolsó nagy rohamuk is kudarcot vall – elvonulnak, Sarbaraz pedig kénytelen visszahúzódni Khalkédónba.
- Hérakleiosz perzsaellenes szövetséget köt a nyugati türkökkel és kagánjuknak, Tong Jabgunak ígéri 15 éves lánya, Eudoxia Epiphania kezét.

### Európa
- Arioald torinói herceg őrültségére hivatkozva, a nemesség támogatásával megdönti Adaloald longobárd király (egyébként apósa) uralmát. Ariolad ezután azzal vádolja a feleségét, hogy összeesküvést sző ellene és kolostorba záratja.
- Cwichelm wessexi főúr ("király") sikertelenül próbálja meggyilkoltatni Edwin berniciai királyt.
- Meghal Cearl, Mercia királya. Utóda Penda, a korábbi király, Pybba fia.
- Meghal II. Warnachar, Burgundia majordomusa. Utóda fia, Godinus, aki mostohaanyját, Berthát veszi feleségül. II. Chlothar király ezen felháborodva halálra ítéli Godinust, aki I. Dagoberthez (Chlothar fiához) menekül Austrasiába. A király emberei kicsalják a majordomust a menedéket adó kolostorból és meggyilkolják.

### Kína
- Tang Kao-cu császár két fia, az elsőszülött Li Csian-cseng és Li Si-min közötti rivalizálás nyílt erőszakba csap át. Li Csian-cseng elküldeti az öccséhez hű csapatokat a betörő türkök ellen, mire Li Si-min csapdát állítva meggyilkolja bátyját és annak pártján álló öccsét, Li Jüan-csit. Puccsal elfoglalja a császári palotát és kényszeríti apját hogy őt nevezze ki trónörökösnek, majd kivégezteti fivérei gyerekeit is. Két hónappal később lemondatja az apját és Taj-cung néven maga foglalja el a trónt.
- Eközben a türkök már a főváros, Csangan alá értek és Taj-cung adót fizetve békét köt velük.

## Születések
- Eanflæd, Oswiu northumbriai király felesége
- Balthilda, II. Klodvig frank király felesége
- Hérakleónasz, bizánci császár
- Husszein, Mohamed unokája, a harmadik síita imám
- Munmu, sillai király
- Tendzsi, japán császár
- Zajnab bint Ali, Mohamed unokája

## Halálozások
- június 18. – Szoga no Umako, az ekkor legerősebb japán Szoga klán feje
- Adaloald, longobárd király
- Cearl, merciai király
- Szent Gaugericus, Cambrai püspöke
- Sáhén Vahúmanzádagán, perzsa hadvezér

## Fordítás
- Ez a szócikk részben vagy egészben  a(z)   626 című angol Wikipédia-szócikk ezen változatának fordításán alapul.  Az eredeti cikk szerkesztőit annak laptörténete sorolja fel. Ez a jelzés csupán a megfogalmazás eredetét és a szerzői jogokat jelzi, nem szolgál a cikkben szereplő információk forrásmegjelöléseként.